# Campeonato Mundial de Natação em Piscina Curta de 2016 - 200 m peito feminino
A prova dos 200 metros nado peito feminino do Campeonato Mundial de Natação em Piscina Curta de 2016 foi disputado no dia 11 de dezembro no Centro WFCU em Windsor, Canadá.

## Recordes
Antes desta competição, os recordes mundiais e do campeonato nesta prova eram os seguintes:
|                       | Nome                  | Nacionalidade  | Tempo   | Local      | Data                   |
| --------------------- | --------------------- | -------------- | ------- | ---------- | ---------------------- |
| Recorde mundial       | Rebecca Soni          | Estados Unidos | 2:14.57 | Manchester | 18 de dezembro de 2009 |
| Recorde do campeonato | Rikke Møller Pedersen | Dinamarca      | 2:16.08 | Istambul   | 16 de dezembro de 2012 |

## Medalhistas
| Ouro                | Prata            | Bronze             |
| Molly Renshaw (GBR) | Kelsey Wog (CAN) | Chloe Tutton (GBR) |

## Resultados

### Eliminatórias
As eliminatórias ocorreram dia 11 de dezembro com um total de 42 nadadoras.  
| Colocação | Bateria | Raia | Nome                   | Nacionalidade        | Tempo     | Notas |
| --------- | ------- | ---- | ---------------------- | -------------------- | --------- | ----- |
| 1.        | 5       | 1    | Chloe Tutton           | Reino Unido          | 2:18,89   | Q     |
| 5.        | 5       | 2    | Kierra Smith           | Canadá               | 2:19,87   | Q     |
| 3.        | 5       | 3    | Kelsey Wog             | Canadá               | 2:20,26   | Q     |
| 4.        | 4       | 6    | Kako Ishida            | Japão                | 2:20,39   | Q     |
| 5.        | 5       | 4    | Molly Renshaw          | Reino Unido          | 2:20,80   | Q     |
| 6.        | 4       | 3    | Molly Hannis           | Estados Unidos       | 2:20,82   | Q     |
| 7.        | 4       | 4    | Fanny Lecluyse         | Bélgica              | 2:20,96   | Q     |
| 8.        | 5       | 5    | Lilly King             | Estados Unidos       | 2:21,17   | Q     |
| 9.        | 3       | 5    | Reona Aoki             | Japão                | 2:21,18   |       |
| 10.       | 4       | 5    | Jenna Laukkanen        | Finlândia            | 2:22,09   |       |
| 11.       | 3       | 7    | Andrea Podmaníková     | Eslováquia           | 2:22,38   |       |
| 12.       | 3       | 4    | Shi Jinglin            | China                | 2:22,79   |       |
| 13.       | 5       | 6    | Jessica Vall           | Espanha              | 2:23,34   |       |
| 14.       | 3       | 6    | Silja Kansakoski       | Finlândia            | 2:24,19   |       |
| 15.       | 5       | 9    | Fiona Doyle            | Irlanda              | 2:24,43   |       |
| 16.       | 3       | 2    | Martina Moravčíková    | Chéquia              | 2:24,60   |       |
| 16.       | 4       | 1    | Jessica Eriksson       | Suécia               | 2:24,60   |       |
| 18.       | 5       | 8    | Ana Radić              | Croácia              | 2:24,78   |       |
| 19.       | 5       | 7    | Yu Jingyao             | China                | 2:25,92   |       |
| 20.       | 4       | 8    | Alia Atkinson          | Jamaica              | 2:26,21   |       |
| 21.       | 4       | 0    | Victoria Kaminskaya    | Portugal             | 2:26,69   |       |
| 22.       | 3       | 1    | Kaylene Corbett        | África do Sul        | 2:27,34   |       |
| 23.       | 5       | 0    | Macarena Ceballos      | Argentina            | 2:28,38   |       |
| 24.       | 2       | 5    | Liao Man-wen           | Taipé Chinesa        | 2:29,07   |       |
| 25.       | 2       | 6    | Samantha Yeo           | Singapura            | 2:29,16   |       |
| 26.       | 2       | 4    | Yeung Jamie Zhen Mei   | Hong Kong            | 2:29,22   |       |
| 27.       | 3       | 0    | Rebecca Kamau          | Quênia               | 2:30,66   |       |
| 28.       | 4       | 9    | Daria Talanova         | Quirguistão          | 2:31,88   |       |
| 29.       | 2       | 3    | Hannah Taleb-Bendiab   | Argélia              | 2:33,16   |       |
| 30.       | 3       | 9    | Christie Chue          | Singapura            | 2:36,31   |       |
| 31.       | 2       | 7    | Emina Pašukan          | Bósnia e Herzegovina | 2:38,12   |       |
| 32.       | 2       | 2    | Leili Tilvaldyeva      | Quirguistão          | 2:38,85   |       |
| 33.       | 1       | 4    | Fatima Alkaramova      | Predefinição:ZE      | 2:40,79   |       |
| 34.       | 2       | 1    | Sofia Lopez            | Paraguai             | 2:42,00   |       |
| 35.       | 2       | 0    | Cheang Weng Lam        | Macau                | 2:44,04   |       |
| 36.       | 2       | 8    | Chade Nersicio         | Curaçau              | 2:44,74   |       |
| 37.       | 1       | 3    | Kejsi Delli            | Albânia              | 3:07,74   |       |
| 38. !     | 1       | 5    | Naomy Grand'Pierre     | Haiti                | 9:99,99 ! | DNS   |
| 38. !     | 3       | 3    | Katinka Hosszú         | Hungria              | 9:99,99 ! | DNS   |
| 38. !     | 4       | 2    | Sophie Hansson         | Suécia               | 9:99,99 ! | DNS   |
| 38. !     | 4       | 7    | Jessica Hansen         | Austrália            | 9:99,99 ! | DNS   |
| 38. !     | 3       | 8    | Phiangkhwan Pawapotako | Tailândia            | 9:99,99 ! | DSQ   |

### Final
A final teve sua disputa realizada em 11 de dezembro. 
| Colocação        | Raia | Nome           | Nacionalidade  | Tempo   | Notas |
| ---------------- | ---- | -------------- | -------------- | ------- | ----- |
| Medalha de ouro  | 2    | Molly Renshaw  | Reino Unido    | 2:18,51 |       |
| Medalha de prata | 3    | Kelsey Wog     | Canadá         | 2:18,52 |       |
| }                | 4    | Chloe Tutton   | Reino Unido    | 2:18,83 |       |
| 4.               | 8    | Lilly King     | Estados Unidos | 2:19,34 |       |
| 5.               | 5    | Kierra Smith   | Canadá         | 2:19,88 |       |
| 6.               | 1    | Fanny Lecluyse | Bélgica        | 2:19,96 |       |
| 7.               | 6    | Kako Ishida    | Japão          | 2:20,81 |       |
| 8.               | 7    | Molly Hannis   | Estados Unidos | 2:21,94 |       |

Legenda
| Recorde mundial       | Recorde mundial (World record)               |                       | Recorde africano                      | Recorde africano (African) |                                           | Q | Classificado por posição (Qualified) |
| Recorde do campeonato | Recorde do campeonato (Championship record)  | Recorde da América    | Recorde da América (Americas)         | q                          | Classificado por melhor tempo (Qualified) |   |                                      |
| Melhor marca do ano   | Melhor marca do ano (World leading)          | Recorde asiático      | Recorde asiático (Asian)              | DNS                        | Não largou (Did not start)                |   |                                      |
| Recorde nacional      | Recorde nacional (National record)           | Recorde europeu       | Recorde europeu (European)            | DNF                        | Não terminou (Did not finish)             |   |                                      |
| Recorde pessoal       | Recorde pessoal do atleta (Personal best)    | Recorde da Oceania    | Recorde da Oceania (Oceania)          | DSQ / DQ                   | Desclassificado (Disqualified)            |   |                                      |
| Recorde da temporada  | Recorde da temporada do atleta (Season best) | Recorde sul-americano | Recorde sul-americano (South America) | NM                         | Sem marca (No mark)                       |   |                                      |